# Lucas Cruikshank
Lucas Alan Cruikshank (sinh ngày 29 tháng 8 năm 1993) là một diễn viên hài Mỹ. Sinh sống ở Columbus, Nebraska, anh đã tạo dựng nhân vật Fred Figglehorn, và liên kết xê ri Fred với kênh, trên trang mạng video-sharing YouTube. Các video này xoay quanh Fred Figglehorn, một nhân vật hư cấu sáu tuổi có một cuộc sống gia đình bất thường và "các vấn đề kiểm soát giận dữ".

## Cuộc sống và sự nghiệp
Cruikshank, trong khi thử nghiệm những ý tưởng nhân vật, tạo ra các nhân vật Fred trong một đoạn video Halloween, và tải nó lên một kênh YouTube mà cậu đã bắt đầu với hai người anh em họ của mình. Khi sự thành công của Fred, cậu bắt đầu một loạt video, và thiết lập các kênh Fred trong tháng 4 năm 2008. Đến tháng 4 năm 2009, các kênh đã có hơn một triệu thuê bao, là kênh YouTube đầu tiên để làm như vậy, và các kênh được đăng ký nhiều nhất tại thời điểm đó. Tháng 12 năm 2009, Cruikshank làm phim Fred: The Movie, được phát trên Nickelodeon, tháng 9 năm 2010. Nickelodeon đã tạo ra một nhượng quyền thương mại xung quanh các nhân vật, một phần tiếp theo, Fred 2: Night of the Living Fred, phát sóng tháng 10 năm 2011, và một sê ri truyền hình, Fred: The Show, đang phát sóng, một phim thứ ba phát vào năm 2012. Trong tháng 11 năm 2010, Cruikshank đã cố gắng để tạo ra một nhân vật khác, Doug Derky, và tải lên blog của mình lên kênh Fred. Do cơ sở Fred Figglehorn fan hâm mộ mạnh mẽ tại kênh, video đó chủ yếu là bị đánh giá tiêu cực.